# Daria Nicolodi
Daria Nicolodi, née le 19 juin 1950 à Florence et morte le 26 novembre 2020 à Rome,, est une actrice et scénariste italienne.

## Biographie

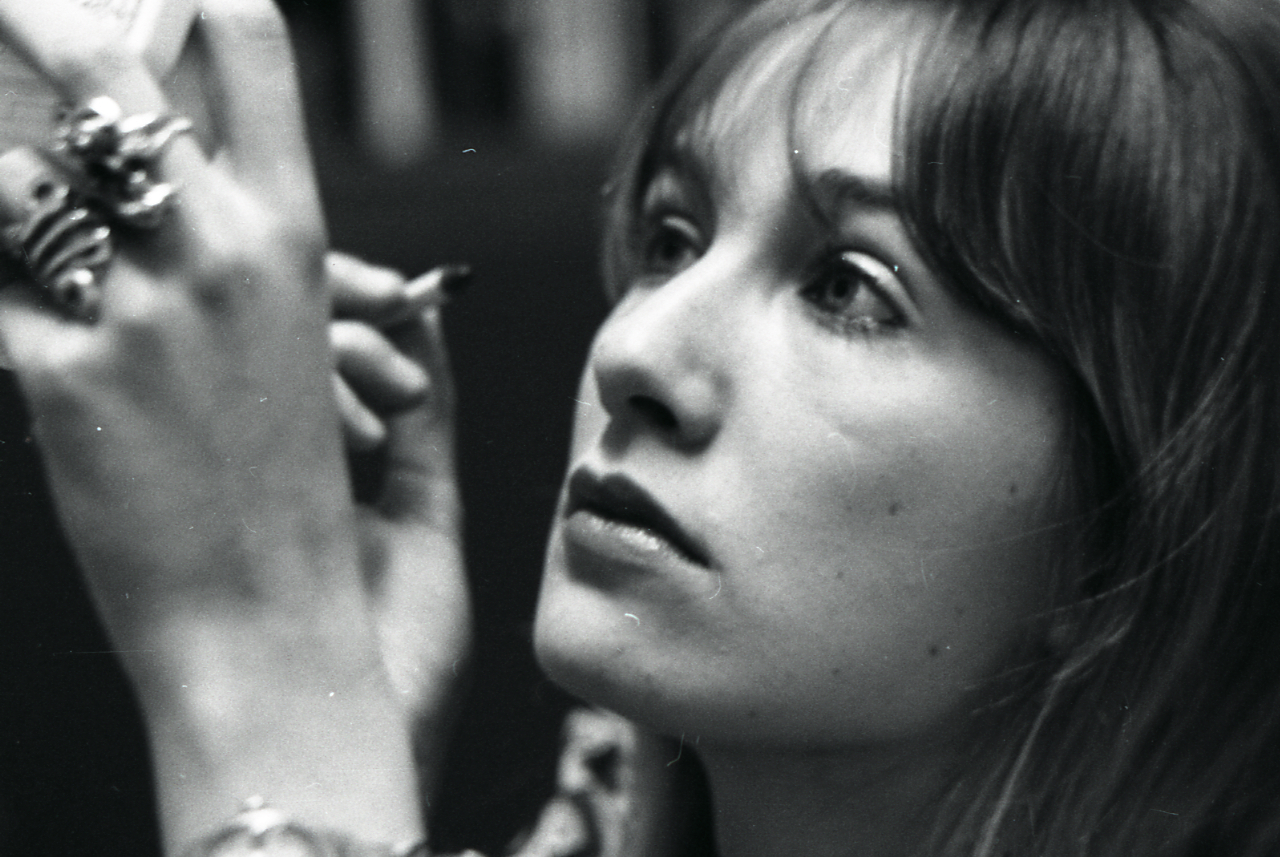
Daria Nicolodi en 1970.

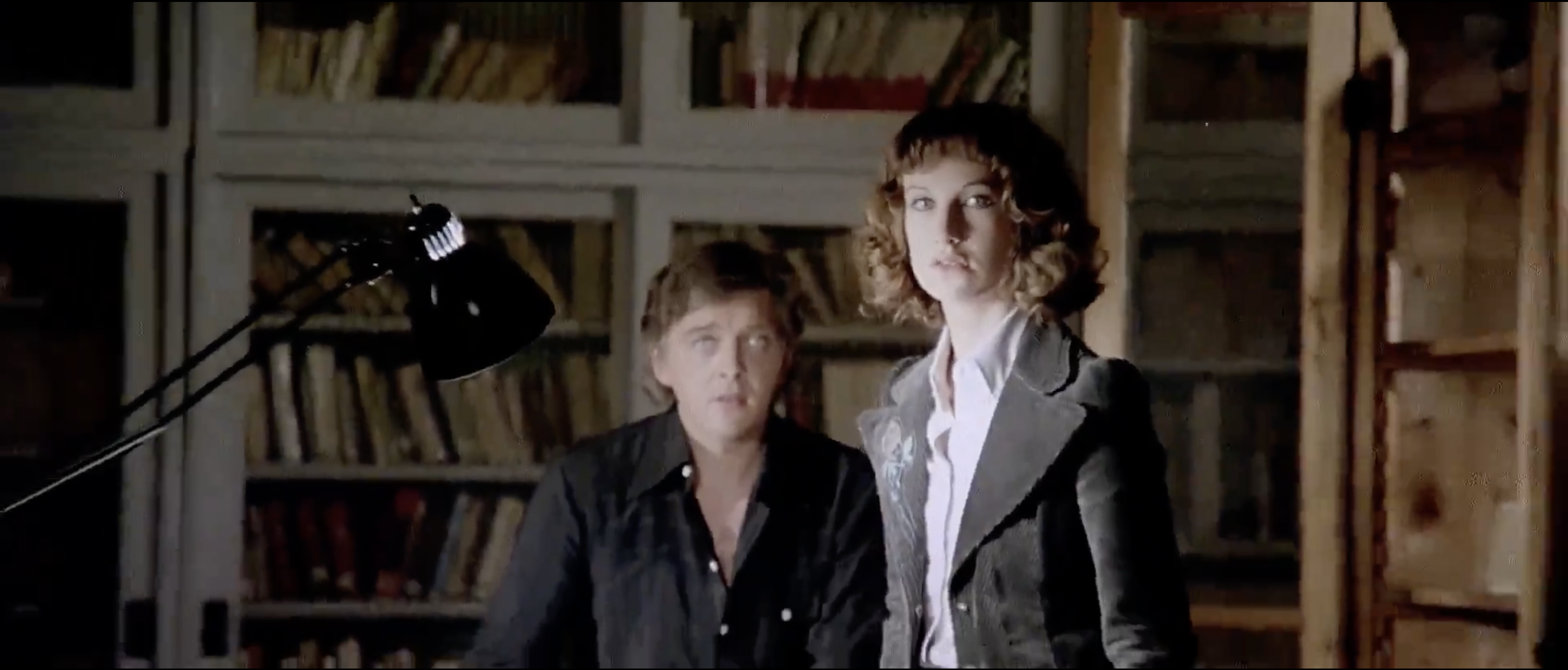
David Hemmings et Daria Nicolodi dans Les Frissons de l'angoisse (1975).

Florentine de Bellosguardo (it), elle est née de Mario, un avocat qui avait participé à la Résistance, lui-même fils d'Aurelio Nicolodi (it), le fondateur de l'Unione italiana dei ciechi e degli ipovedenti (it), une ONG italienne des aveugles et des malvoyants. Sa mère, Fulvia Casella, était la fille du compositeur Alfredo Casella.
La jeune Daria commence à se produire sur scène dès l’âge de 14 ans. À 17 ans, elle fugue de la maison familiale. C'est en 1967 qu'elle entre à l'Académie des Arts Dramatiques de Rome. Là, elle rencontre Luca Ronconi, un metteur en scène de théâtre, qui lui offre la possibilité de faire ses débuts l’année suivante au Festival International de Théâtre de Venise. En 1970, elle participe à l'émission télévisée de variétés en quatre épisodes Babau, scénarisée par Paolo Poli et Ida Omboni (it) et réalisée par Vito Molinari, émission qui sera « archivée » par la Rai en raison de son contenu jugé scandaleux à l'époque, et diffusée seulement six ans plus tard. C’est chez Francesco Rosi qu’elle fait ses premiers pas au cinéma dans le film antimilitariste Les Hommes contre en 1970, puis chez le cinéaste militant Elio Petri avec La propriété, c'est plus le vol en 1973. Elle participe également au film Salomé (1972) du metteur en scène d'avant-garde Carmelo Bene. Un disque vinyle de 45 tours où elle chante date également de cette époque. Dans les mêmes années, elle participe à quelques productions télévisées, comme les feuilletons I Nicotera, Senza lasciare traccia avec Rossano Brazzi, Ritratto di donna velata, avec Nino Castelnuovo (1975), Saturnino Farandola, avec Mariano Rigillo (1978), Rosaura alle 10 (1981) et le téléfilm La Vénus d'Ille, dernière œuvre de Mario Bava (1978). En 1977, elle avait déjà joué un rôle très éprouvant dans le film d'épouvante Les Démons de la nuit du même réalisateur.
Un aspect décisif de la vie et de la carrière de Daria Nicolodi est sa relation sentimentale et professionnelle avec le réalisateur Dario Argento, que l'actrice a rencontré en 1974 lors d'une audition pour le film Les Frissons de l'angoisse (1975).
Nicolodi a participé, en tant qu'actrice ou scénariste, à tous les films réalisés par le cinéaste romain entre 1975 et 1987 : Les Frissons de l'angoisse (1975), Suspiria (1977), Inferno (1980), Ténèbres (1982), Phenomena (1985), Opéra (1987). Particulièrement efficace, son interprétation de la journaliste Gianna Brezzi dans Les Frissons de l'angoisse, dans lequel Nicolodi campe un personnage féminin totalement atypique pour le cinéma italien de l'époque. C'est aussi durant ce film que naît sa fille Asia Argento. Elle est co-scénariste de Suspiria (1977) et, comme elle l'a déclaré elle-même, d'Inferno (1980). Son rôle dans Phenomena sera un moment charnière de sa relation avec le cinéaste. Daria Nicolodi a désavoué le film, le qualifiant de « réactionnaire » en raison de sa représentation des personnes handicapées, et a déclaré lors d'une interview qu'elle ne travaillerait plus avec Argento. Même si elle fait une apparition deux ans plus tard dans Opéra, cette expérience signe la séparation du couple.

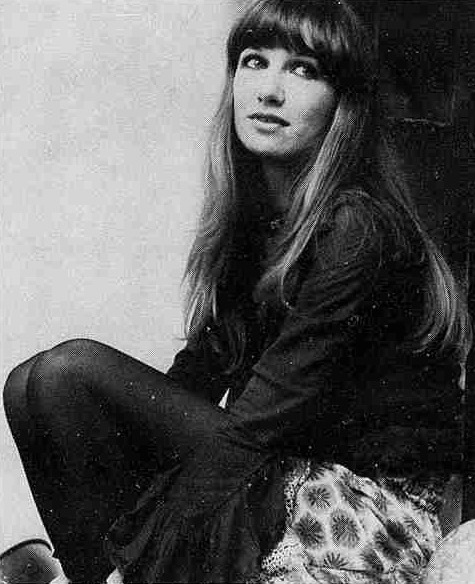
Daria Nicolodi en 1974.

En 1978, elle est comédienne de théâtre avec Gigi Proietti dans La commedia di Gaetanaccio. La pièce a été jouée pour la première fois au Teatro Sistina mais elle est annulée peu après car sa représentation du XVe siècle sous domination religieuse et papale fait scandale. À cette occasion, elle a enregistré la chanson Tango della morte en duo avec Proietti lui-même pour la bande originale du spectacle. Cette BO est publiée sur un 45 tours édité par RCA Italiana (face B de Me viè da piagne, interprétée par Proietti seul) et incluse sur l'album du spectacle du même nom. 
Après la fin de sa relation avec Argento en 1985, elle participe occasionnellement à des gialli et des films d'épouvante (Sentences de mort (1987), Paganini Horror (1989), Il gioko), exploitant son aura de vamp du cinéma de genre, ainsi qu'à des films d'auteur (Macaroni (1985), La fin est connue (1993), Mots d'amour  (1998)). À partir des années 2000, elle participe surtout à des films interprétés et réalisés par sa fille Asia (à commencer par son apparition autoparodique dans Viola bacia tutti, sorti en 1998).
En 1994, elle est frappée par un deuil éprouvant : la perte de sa fille aînée Anna dans un accident de voiture. Ses apparitions sont devenues de plus en plus sporadiques.
En 2007, elle revient au cinéma en travaillant avec son ancien partenaire Argento et sa fille Asia dans La Troisième Mère, une suite de Suspiria et Inferno. En 2009, elle participe à un épisode de la série télévisée Il mostro di Firenze produite par Sky Italia, dans lequel elle jouait le rôle d'une médium. Elle est apparue dans l'épisode du 29 juin 2010 de Stracult (it), entièrement consacré aux Frissons de l'angoisse. Dans ce court documentaire, elle exprime ses opinions et raconte son expérience avec le film.

### Maladie et mort
Atteinte d'une grave ischémie le 12 août 2020, et opérée d'urgence, elle ne s'en remet pas et meurt à Rome le 26 novembre suivant, à l'âge de 70 ans.

## Vie privée
Au début des années 1970, elle a une relation avec le sculpteur Mario Ceroli (it), dont est née sa fille aînée Anna le 9 juin 1972, qui est décédée dans un accident de voiture le 29 septembre 1994. En 1974, elle rencontre Dario Argento et de leur relation naît sa deuxième fille Asia en 1975, faisant d'elle la grand-mère de deux petits-enfants nés respectivement en 2001 et 2008. 

### Démêlés judiciaires
Le 19 juin 1985, elle est arrêtée pour possession de 23 grammes de haschisch avec son compagnon de l'époque, Dario Argento. Elle est emprisonnée quelques jours à la prison de Rebibbia alors qu'Argento est incarcéré à Regina Coeli. Ils sont accusés de possession de stupéfiants, impliqués dans les enquêtes que la Guardia di Finanza menait dans le monde du spectacle. Ils sont ensuite acquittés car il s'agissait de consommation personnelle et non de trafic.

## Filmographie

### Actrice de cinéma
- 1970 : Les Hommes contre (Uomini contro) de Francesco Rosi : infirmière militaire
- 1972 : Salomé (Salomè) de Carmelo Bene
- 1973 : La propriété, c'est plus le vol (La proprietà non è più un furto) d'Elio Petri : Anita
- 1975 : Les Frissons de l'angoisse (Profondo rosso) de Dario Argento : Gianna Brezzi
- 1977 : Les Démons de la nuit (Schock) de Mario Bava : Dora Baldini
- 1980 : Inferno de Dario Argento : Elise De Longvalle Adler
- 1981 : Il minestrone de Sergio Citti : la femme de Gildo
- 1982 : Ténèbres (Tenebre) de Dario Argento : Anne
- 1985 : Phenomena de Dario Argento : Frau Brückner
- 1985 : Macaroni (Maccheroni) d'Ettore Scola : Laura Di Falco
- 1987 : Sentences de mort (Le foto di gioia) de Lamberto Bava : Evelyn
- 1987 : Opéra de Dario Argento : Mira
- 1989 : Sinbad (Sinbad of the Seven Seas) d'Enzo G. Castellari et Luigi Cozzi : La narratrice
- 1989 : Paganini Horror de Luigi Cozzi : Sylvia Hackett
- 1991 : La Secte (La setta) de Michele Soavi (non créditée)
- 1993 : La fin est connue (La fine è nota) de Cristina Comencini : L'avocate Mila
- 1998 : Viola bacia tutti de Giovanni Veronesi : Sibilla
- 1998 : Mots d'amour (La parola amore esiste) de Mimmo Calopresti : la mère d'Angela
- 2000 : Scarlet Diva d'Asia Argento : la mère d'Anna
- 2000 : Rosa e Cornelia de Giorgio Treves : Eleonora, la mère de Cornelia
- 2004 : Soleado, court-métrage de Gregg Guinta : Mme Fogoni
- 2007 : La Troisième Mère (La terza madre) de Dario Argento : Elisa Mandy

### Actrice de télévision
- 1972 : I Nicotera (it) (feuilleton)
- 1975 : Ritratto di donna velata (it) (série) : Elisa
- 1977 : Saturnino Farandola (it) (feuilleton)
- 1979 : Tre ore dopo le nozze
- 1979 : La Vénus d'Ille (La Venere d'Ille), téléfilm de Mario et Lamberto Bava : Clara De Peyhorrade
- 1981 : Rosaura alle 10
- 1982 : Verdi (it) (feuilleton) : Margherita Barezzi
- 1987 : Turno di notte
- 1985 : Sogni e bisogni (it) (feuilleton) : Letizia
- 1989 : Il gioko : Diana
- 1990 : Le Prince et la sirène (it) (Une sirenetta innamorata) (série) : narratrice / Reine Camillia
- 2009 : L'ispettore Coliandro
- 2009 : Il mostro di Firenze (it)

## Voix françaises

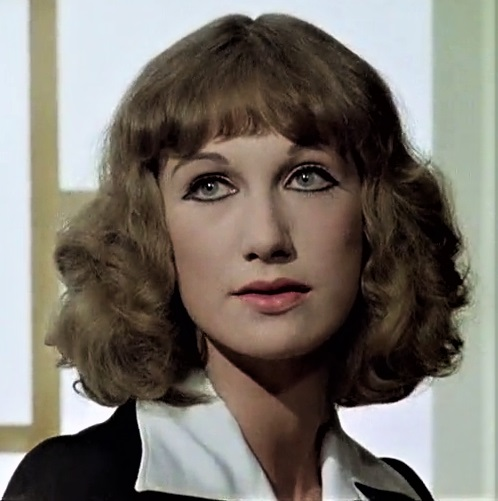
Daria Nicolodi dans Les Frissons de l'angoisse (1975).

- Béatrice Delfe dans Les Frissons de l'angoisse (1975)
- Brigitte Morisan dans Inferno (1980)
- Frédérique Tirmont dans Ténèbres (1982)
- Frédérique Cantrel dans Mots d'amour (1998)